# Mark Lackie
Mark Andrew Lackie (ur. 23 marca 1967 w Saint John) – kanadyjski łyżwiarz szybki specjalizujący się w short tracku, srebrny medalista olimpijski.
Na igrzyskach w Albertville w 1992 roku zdobył srebrny medal olimpijski w biegu sztafetowym na 5000 m oraz zajął siódme miejsce w biegu na 1000 m.